# Ульрих Червонка
Ульрих (Ольдридж) Червонка (пол. Ulryk Czerwonka, чеш. Oldřich Červonka; умер в 1465) — командир чешских наемных отрядов, воевавших на стороне тевтонских крестоносцев в Тринадцатилетней войне с Польшей.

## Биография
По происхождению — чех. На стороне Тевтонского ордена участвовал в войне против Польши (1454—1466). Из-за того, что орденские власти задержали на несколько месяцев выплату денежного жалованья наёмникам, Ульрих Червонка в июне 1457 года за сумму в размере 190 тысяч венгерских флоринов продал Польше тевтонские замки Мариенбург, Тчев и Илава. Благодаря этому, уже 7 июня польский король Казимир Ягеллончик торжественно въехал в Мариенбург (Мальборк), а великий магистр Тевтонского ордена Людвиг фон Эрлихсхаузен был вынужден перенести штаб-квартиру Ордена в Кёнигсберг. В награду Ульрих Червонка получил от польского короля во владение замки Ковалево, Свеце и Голюб, где он занимал должность старосты и звание первого королевского старосты в Мальборкском замке. В 1457—1458 годах Ульрих Червонка оборонял Мальборк от тевтонских крестоносцев.
В 1460 году Ульрих Червонка после возвращения в Прагу был заключен в тюрьму по приказу короля Йиржи из Подебрад, за измену Ордену, и, возможно, нарушение правил чести и верности. После двухлетнего заключения он был освобожден благодаря польской интервенции. Ульрих Червонка вернулся в Польшу и в 1462 году принимал участие в захвате орденского замка Голуб.